# 簗田晴助
簗田 晴助（やなだ はるすけ）は、戦国時代から安土桃山時代にかけての武将。足利氏（古河公方）の家臣。下総国関宿城主。

## 生涯

### 古河公方家への後北条氏の侵略
大永4年（1524年）、簗田高助の子として誕生。4代古河公方で義兄にあたる足利晴氏から偏諱を受け、晴助を名乗る。
古河公方家の筆頭重臣として仕えたが、晴助の代には後北条氏の勢力は北関東に及び、古河公方もその影響下にあった。天文15年（1546年）、主君である足利晴氏は関東管領・上杉憲政と共に北条氏康を攻めたものの、河越城の戦い（河越夜戦）で大敗する。以後、北条氏による古河公方への政治介入が強まり、天文21年（1552年）には晴助の姉が生んだ晴氏の嫡男・足利藤氏が廃嫡となり、氏康の妹が生んだ末子・義氏が5代古河公方となった。天文23年（1554年）、晴氏が氏康に対して叛旗を翻した際にはこれを諌め、北条軍が古河城（古河御所）を攻めた際には古河公方家の安泰を考えてこれに参加するが、案に相違して、晴氏は相模国に送られて幽閉され、晴助も公方奏者を解任された。
続いて氏康が目を付けたのは、晴助の居城・関宿城である。関宿は利根川水上交通の要地で、「舟役」と呼ばれる通行税収入も確保出来る事から経済的にも発展しており、北関東への連絡口でもあった。北条氏にとってここを押さえることは北関東制圧への一大拠点を獲得することを意味していた。永禄元年（1558年）、氏康の保護下にあった足利義氏が元服の儀を終えて小田原城から帰国する事が決まり、氏康は晴助に対して対立勢力から古河城への圧力を理由に、義氏の古河城と晴助の関宿城の居城交換を提案した。氏康からの軍事的圧力に屈した晴助は一旦はこれを受け入れた。

### 上杉謙信の関東進出と第一次関宿合戦
永禄3年（1560年）、自国に亡命してきた上杉憲政を復帰させる名目で越後国の長尾景虎（後の上杉謙信）が関東に進出（小田原城の戦い）すると、状況は一転する。同年に死去した足利晴氏の後継の古河公方には嫡男・足利藤氏が就任すべきと考える景虎は晴助に自軍への参加を求め、景虎と晴助は同盟を結んだ。これを知った足利義氏は千葉胤富を頼って関宿城を脱出し、空城となった関宿城には晴助が戻り、古河城には景虎によって古河公方に擁立された足利藤氏が入った。続いて景虎は上杉憲政の要請を受けて関東管領と上杉氏を相続して上杉政虎と名乗るが、氏康は甲相同盟により信濃侵攻において謙信と対峙する武田信玄と交互に出兵し、謙信を本国越後に帰還せざるを得なくさせると反撃を開始し、永禄5年（1562年）には古河城が落とされ、足利藤氏は捕えられた。
永禄8年（1565年）、前年の第二次国府台合戦における里見氏勢力の衰退によって後顧の憂いを無くした北条氏康は太田氏資と共に関宿城を攻めた。晴助は巧みな伏兵でこれを撃退し、上杉謙信と常陸国の佐竹義重が晴助救援のために出兵すると北条軍は撤退した（第一次関宿合戦）。その後、晴助と氏康の間で講和の話し合いが持たれたものの、合意には至らなかった。
また、この頃に甥・相馬整胤の治める守谷城に介入して整胤の義兄・高井治胤と共に親北条派の重臣を排除した。だが、これに満足しない治胤は整胤を暗殺して自らが相馬氏の当主になったために、激怒した晴助はこれを攻めたが、治胤が一転して足利義氏や北条氏と結んで支援を受けたために失敗に終わった。

### 第二次および第三次関宿合戦
永禄10年（1567年）、晴助は出家して家督を子・持助に譲ったものの依然として家中の実権は握っていた。
永禄11年（1568年）、氏康は次男・北条氏照に命じて再度関宿城を攻撃させた。氏照の攻撃の前に関宿城は落城間近かと思われたが、永禄12年（1569年）には武田信玄が甲相駿三国同盟を破棄して駿河侵攻を行うと、氏康は上杉謙信との越相同盟を模索し、信玄はこれに対し北条方牽制のため西上野衆に北武蔵の北条領国への侵攻を行わせており、同年3月には晴助にも書状が送られている。これにより双方が関宿城の現状維持と足利義氏の古河復帰が合意されて、氏照は関宿から撤退した（第二次関宿合戦）。
とはいえ、里見氏や佐竹氏といった関東の反北条派大名の憤懣は納まらず、晴助は彼らと共に足利藤氏の弟で里見氏の許にいた足利藤政を担ぎ上げて甲斐武田氏と同盟を締結した。だが、皮肉にもその直後に北条氏康が病死して甲相同盟が復活することになり、結果的に晴助は北条・武田・上杉の3氏全てと敵対してしまうのである。
天正2年（1574年）、北条氏照が再び関宿城を攻撃した。これには北条氏を継いだ兄・北条氏政の援軍や結城氏・千葉氏といった同盟諸国の兵も含まれていた。一方、晴助は和解をした上杉謙信や佐竹義重に援軍を求めた。だが、どちらも援軍には応じたものの、先年の越相同盟に対する佐竹氏側の謙信への不信感から、共同作戦が取れずに有効な関宿救援策は打ち出せなかった。戦いは一年近くに及んだが、閏11月ついに北条軍の総攻撃が開始された。晴助らは奮戦するが、一族・家臣の裏切りや兵糧・弾薬が底を突いたため、佐竹義重の仲介で遂に関宿城を北条軍に明け渡すことになった。足利藤政は晴助親子の助命と引き換えに自害して（異説あり）、晴氏は支城の水海城へと追放された（第三次関宿合戦）。この戦いの後、結果的に足利藤政を見殺しにした上杉・佐竹両氏に対する晴助親子の不信感は高まり、特に持助は足利義氏との和睦に応じて義氏の許に出仕することとなり、下総進出を図る佐竹氏と争うことになった。

### 晩年
天正10年（1582年）、織田信長の家臣滝川一益が上野国に進出すると、関東の諸勢力が織田政権との関係構築を模索して使者を派遣しているが、一益は足利義氏と晴助親子にのみ返事を出さなかった。義氏はこのことに不安を感じて晴助親子に相談している。このことについて、織田政権が東国平定の後は古河公方を廃して小弓公方を再興する構想だったとする説もあるが、本能寺の変で信長が死亡し、一益も神流川の戦いで北条氏政に敗れたため、具体化することはなかった。同年末足利義氏が病死して古河公方家が事実上滅亡すると、北条氏照が古河城を管理するようになり、同時に関宿城は先の戦いで晴助親子を裏切った晴助の異母弟とされる簗田助縄に与えられることになった。晴助親子と北条氏の争いは再び始まったものの、持助は天正15年（1587年）に病死。このため、晴助は北条氏照の仲介を受け入れて持助の子・熊千代丸（のちの簗田貞助）の成長まで助縄の家督を認めることになった。
そして、天正18年（1590年）豊臣秀吉の小田原征伐によって北条氏が没落すると、関宿城の簗田助縄も北条側に組したという理由で関宿城を没収されてしまい、単独で降伏を申し出た晴助も水海城を没収されて常陸国に退いた。ところが、晴助の戦いぶりを高く評価した浅野長政の計らいによって、孫の貞助が関東の新領主となった徳川家康に仕える事が許されて1,000石を与えられる事になったのである。
文禄3年（1594年）、死去。